# 迪岑罗德-法特罗德
迪岑罗德-法特罗德（德語：Dietzenrode/Vatterode，發音：[diːtsn̩ˈʁoːdə fatəˈʁoːdə]）是德国图林根州艾希斯费尔德县的市镇，面积5.78平方千米，2023年12月31日人口为121人。